# Nadine Prohaska
Nadine Prohaska (Vienna, 15 agosto 1990) è una calciatrice austriaca, centrocampista offensiva del Sand e della nazionale austriaca.

## Carriera

### Club

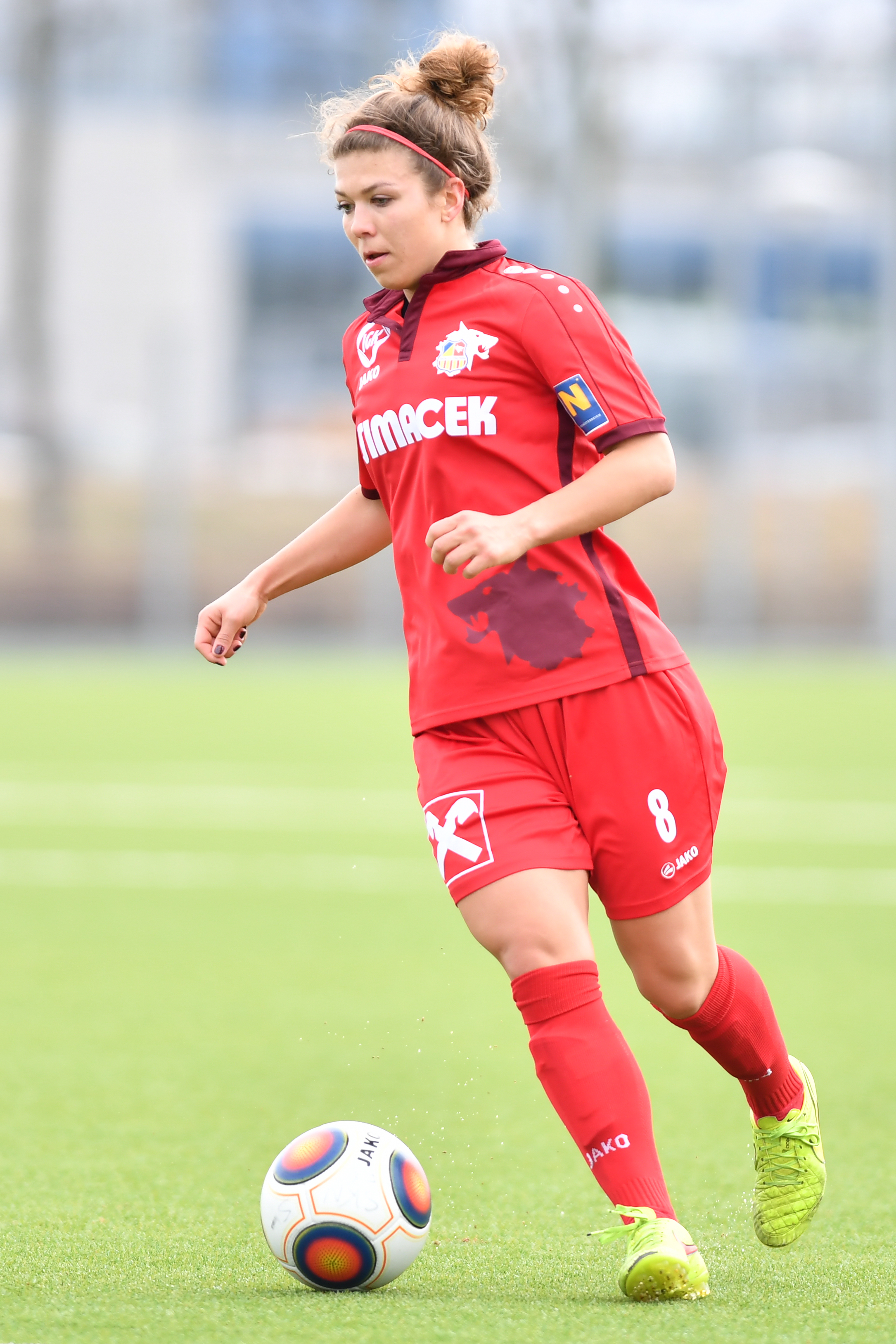
Prohaska nel 2017 con la maglia del

Nata nella capitale austriaca, inizia a giocare a calcio a 9 anni, nel 1999, nel Post Vienna, insieme ai maschi. Nel 2005 si trasferisce in un'altra squadra viennese, l'Austria Vienna/Landhaus, squadra femminile nella quale Prohaska gioca per due anni nel settore giovanile. Nel 2007, a 17 anni, passa al Neulengbach, squadra dominatrice dal 2002 al 2014 della Bundesliga austriaca, con la quale ottiene 17 presenze e 5 gol, e vince campionato e coppa nazionale in entrambe le stagioni di permanenza.
Nel 2009 va a giocare in Germania, al Bayern Monaco, che la inserisce nella squadra riserve, militante in 2. Frauen-Bundesliga, secondo livello del calcio femminile tedesco. Debutta il 20 settembre nell'1-1 interno contro l'Hagsfeld, giocando tutti i 90 minuti. Realizza la prima rete la stagione successiva, nel successo casalingo per 4-1 del 7 novembre 2010 contro il Sand, segnando il momentaneo 2-0 al 57'. In due stagioni e mezza gioca 41 partite, con 2 gol, nella squadra B ed esordisce in prima squadra, giocando titolare nella vittoria per 2-0 del 15 agosto 2010, giorno del suo ventesimo compleanno, in trasferta contro l'Herforder. La stagione successiva viene utilizzata altre due volte in Bundesliga.
Nel 2012 ritorna in patria, passando al St. Pölten, con cui vince 5 edizioni consecutive della Coppa d'Austria ed altre 3 Bundesliga, dal 2015 in poi.
Nell'estate 2018 si è trasferita al Sand, società tedesca iscritta in Frauen-Bundesliga.

### Nazionale

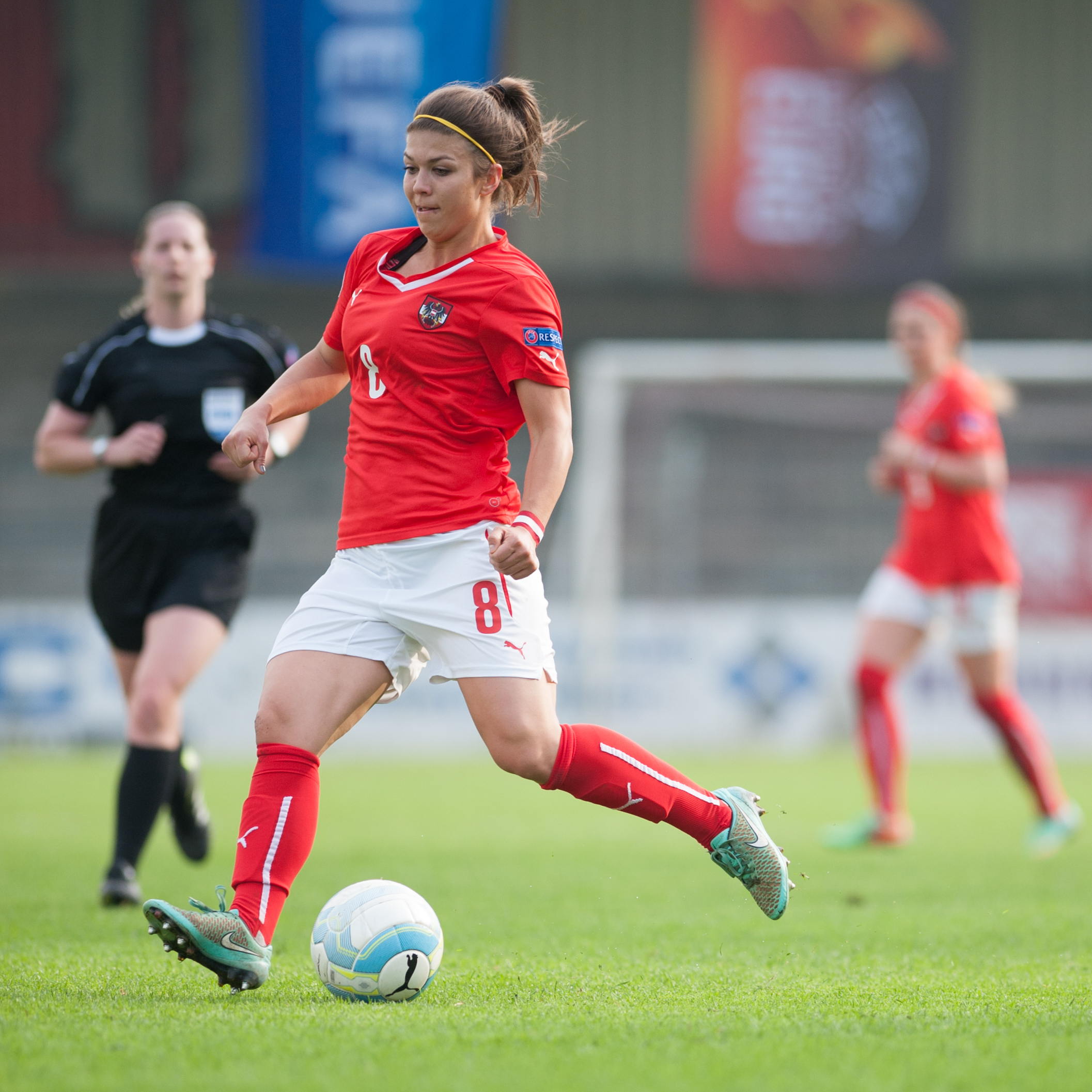
Prohaska nel 2016 con la Nazionale austriaca

Ha giocato con la Under-19, con la quale ha esordito nel 2006 e ha collezionato 15 presenze e 2 gol nelle competizioni UEFA.
Esordisce in Nazionale maggiore a 18 anni, nel 2008, nel successo per 2-0 in trasferta a Beit She'an contro Israele nelle qualificazioni all'Europeo 2009 in Finlandia, subentrando all'intervallo a Irene Fuhrmann.
Segna il primo gol con la Nazionale il 27 aprile 2011, nell'amichevole vinta per 5-0 a Stojnci sul campo della Slovenia, quando realizza il momentaneo 3-0 al 62'.
Nel 2017 viene convocata dal CT Dominik Thalhammer per l'Europeo nei Paesi Bassi, prima partecipazione delle austriache al torneo continentale, nel quale raggiunge le semifinali, dove viene eliminata ai rigori dalla Danimarca, venendo impiegata in tutte e cinque le partite giocate.

## Palmarès

### Club
- Campionato austriaco: 6

Neulengbach: 2007-2008, 2008-2009
St. Pölten: 2014-2015, 2015-2016, 2016-2017, 2017-2018
- ÖFB-Ladies-Cup: 8

Neulengbach: 2007-2008, 2008-2009
St. Pölten: 2012-2013, 2013-2014, 2014-2015, 2015-2016, 2016-2017, 2017-2018